# Nahuel Pansardi
Facundo Nahuel Pansardi (San Martín, Argentina, 16 de febrero de 1989) es un futbolista argentino. Juega de mediocampista y actualmente se encuentra en Sportivo Italiano de la Primera B

## Trayectoria
Hizo las divisiones infantiles de Boca Juniors, pero una serie de lesiones le imposibilitaron poder comenzar su carrera como juvenil en dicho club, recalando posteriormente en el Club Atlético Estudiantes donde fue campeón en Quinta División. El 26 de enero de 2008 debutó en Estudiantes de la tercera división de Argentina en un partido contra Sarmiento de Junín, donde jugó cuatro temporadas seguidas sumando 6 goles en 152 partidos.
A mediados de 2012 fue transferido al Club Atlético Temperley que lo contó en un total de 39 partidos de los 40 de la etapa regular del certamen, convirtiendo 4 goles, siendo el jugador de  Temperley con más presencias a lo largo del Torneo. Pansardi tuvo su chance de poder jugar en una categoría superior cuando a fines del año pasado le lloviera una oferta de Aldosivi de Mar del Plata, la cual finalmente quedó descartada.
En 2013 arribó al Club Atlético Platense.  Disputó 47 partidos y convirtió 4 goles en el año y medio que estuvo en Platense.
Tras ganar cierta continuidad en Platense, a principios del año 2015 con el pase en su poder fue fichado a préstamo por un año por el Club Atlético Nueva Chicago de la Primera División. Debutó el 26 de marzo por los 32vos de Final de la Copa Argentina frente a Defensores de Villa Ramallo.
A mediados de 2015 rescindió contrato con Nueva Chicago y fue transferido a un grande del fútbol Chileno Club de Deportes Cobreloa que hoy milita en Primera A de Chile para hacer su primera experiencia en el extranjero, sin embargo y tras medio año en el equipo, el club le rescindió el contrato. Tuvo un breve paso sin éxito por Estudiantes, en donde quedó libre.

## Estadísticas
Actualizado al 24 de octubre de 2022
| J.J. Urquiza Argentina | 4.ª                 | 2007-08             | 11  | 0  | 0 | 0 | — | — | 11  | 0  |
| J.J. Urquiza Argentina | Total               | Total               | 11  | 0  | 0 | 0 | 0 | 0 | 11  | 0  |
| Estudiantes (BA) Argentina | 3.ª                 | 2008-09             | ?   | 0  | 0 | 0 | — | — | ?   | 0  |
| Estudiantes (BA) Argentina | 3.ª                 | 2009-10             | ?   | 0  | 0 | 0 | — | — | ?   | 0  |
| Estudiantes (BA) Argentina | 3.ª                 | 2010-11             | ?   | 0  | 0 | 0 | — | — | ?   | 0  |
| Estudiantes (BA) Argentina | 3.ª                 | 2011-12             | ?   | 0  | 0 | 0 | — | — | ?   | 0  |
| Estudiantes (BA) Argentina | Total               | Total               | 152 | 6  | 1 | 0 | 0 | 0 | 153 | 6  |
| Temperley Argentina | 3.ª                 | 2012-13             | 39  | 4  | 0 | 0 | — | — | 39  | 4  |
| Temperley Argentina | Total               | Total               | 39  | 4  | 0 | 0 | 0 | 0 | 39  | 4  |
| Platense Argentina | 3.ª                 | 2013-14             | ?   | 0  | 1 | 0 | — | — | ?   | 0  |
| Platense Argentina | 3.ª                 | 2014                | ?   | 0  | 0 | 0 | — | — | ?   | 0  |
| Platense Argentina | Total               | Total               | 50  | 3  | 1 | 0 | 0 | 0 | 51  | 3  |
| Nueva Chicago Argentina | 1.ª                 | 2015                | 1   | 0  | 1 | 0 | — | — | 2   | 0  |
| Nueva Chicago Argentina | Total               | Total               | 1   | 0  | 1 | 0 | 0 | 0 | 2   | 0  |
| Cobreloa · Chile | 2.ª                 | 2015-16             | 22  | 4  | 0 | 0 | — | — | 22  | 4  |
| Cobreloa · Chile | Total               | Total               | 22  | 4  | 0 | 0 | 0 | 0 | 22  | 4  |
| Estudiantes (BA) Argentina | 3.ª                 | 2016-17             | 24  | 0  | 1 | 0 | — | — | 25  | 0  |
| Estudiantes (BA) Argentina | Total               | Total               | 24  | 0  | 1 | 0 | 0 | 0 | 25  | 0  |
| Sarmiento (R) Argentina | 3.ª                 | 2017-18             | 4   | 0  | 1 | 0 | — | — | 5   | 0  |
| Sarmiento (R) Argentina | Total               | Total               | 4   | 0  | 1 | 0 | 0 | 0 | 5   | 0  |
| Fenix Argentina | 4.ª                 | 2018-19             | 30  | 1  | 0 | 0 | — | — | 30  | 1  |
| Fenix Argentina | 4.ª                 | 2019-20             | 24  | 2  | 0 | 0 | — | — | 24  | 2  |
| Fenix Argentina | 4.ª                 | 2020                | 0   | 0  | 0 | 0 | — | — | 0   | 0  |
| Fenix Argentina | Total               | Total               | 54  | 3  | 0 | 0 | 0 | 0 | 54  | 3  |
| Sportivo Italiano Argentina | 4.ª                 | 2021                | 37  | 2  | 0 | 0 | — | — | 37  | 2  |
| Sportivo Italiano Argentina | 4.ª                 | 2022                | 35  | 3  | 0 | 0 | — | — | 35  | 3  |
| Sportivo Italiano Argentina | Total               | Total               | 72  | 5  | 0 | 0 | 0 | 0 | 72  | 5  |
| Total en su carrera | Total en su carrera | Total en su carrera | 424 | 25 | 5 | 0 | 0 | 0 | 429 | 25 |
| (1) La copa nacional se refiere a la Copa Argentina y Supercopa Argentina . (2) La copa internacional se refiere a la Copa Sudamericana, Recopa Sudamericana, Copa Libertadores y Copa Suruga Bank. |                     |                     |     |    |   |   |   |   |     |    |